# Decca Radar

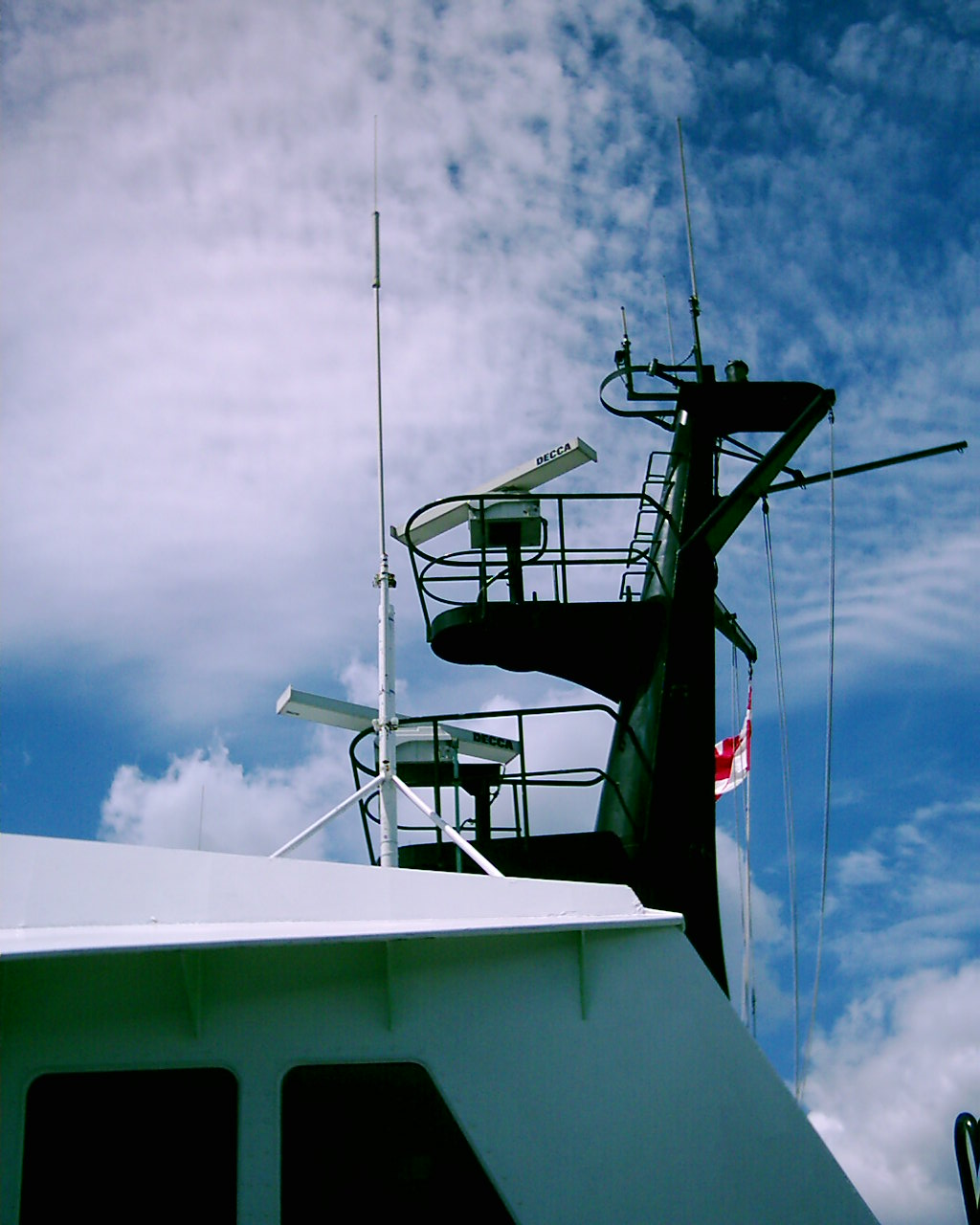
Unités tournantes et antennes Decca BridgeMaster II à bord d'un navire de la BC Ferries en Colombie-Britannique, Canada

La société Decca Radar était un fabricant britannique de systèmes radar. À l'origine, il existait deux divisions, Marine et Heavy Radar, avec des lignes de produits distinctes. Cette dernière a été vendue à Plessey en 1965, et le terme "Decca Radar" fait normalement référence à la division Marine. Cette division est restée dans le giron de Decca jusqu'en 1979, date à laquelle elle a été rachetée par Racal pour former Racal-Decca. Après une série de fusions et d'achats, la division fait partie de Northrop Grumman depuis 2000.
Decca est surtout connu pour ses radars marins, à commencer par le Type 159 de 1949. Sa gamme la plus réussie a été la série Bridgemaster des années 1970, dont les ventes se sont poursuivies jusque dans les années 2000. Sous la direction de Plessey, la société a connu un succès particulier sur le marché américain des bateaux de plaisance. La division Heavy Radar a produit les radars AMES Type 80 pour la Royal Air Force, et a utilisé cette technologie pour développer le radar détecteur de hauteur Decca HF200. Ce dernier a donné naissance au Decca Air Surveillance Radar, qui a fait l'objet d'un certain nombre d'adaptations à des fins civiles et militaires.

## Histoire
La société Decca, fabricant britannique de gramophones qui, sous le nom de Decca Records, publiait des disques sous le label Decca, a contribué à l'effort de guerre britannique pendant la Seconde Guerre mondiale. Cette activité de génie militaire a débouché sur un certain nombre d'entreprises commerciales après la guerre, notamment le Decca Navigator System et la société Decca Radar.
Decca Radar a lancé son premier radar marin, le 159, en août 1949. Le radar a été baptisé d'après le numéro du bus londonien qui passait devant le laboratoire de Brixton où le radar a été conçu et fabriqué. La société a produit le premier véritable radar de mouvement (où le navire se déplace sur l'écran radar et la carte est statique, alors que la carte se déplace et le navire est au centre de l'écran radar), le premier radar anticollision et le premier radar couleur "Type Approved" [clarification nécessaire]. La Chine étant le troisième constructeur naval au monde, la plupart des navires qu'elle construit sont équipés de radars de navigation d'origine Decca (produits sous licence ou directement importés). [La Chine est le troisième plus grand constructeur naval au monde.]
En 1959, Racal Decca, comme l'entreprise était connue à l'époque, a lancé un certain nombre de clubs sociaux et sportifs. Le Racal Decca RFC de Tolworth existe toujours aujourd'hui et joue sur le terrain de l'université de Kingston à Tolworth, dans le Surrey.
Decca Radar a été racheté en 1979 par Racal Electronics pour former Racal-Decca Marine et les sociétés apparentées. Les premiers radars Racal-Decca ne portaient plus le nom Decca, mais celui-ci a été rétabli par la suite. À cette époque, l'entreprise était basée à New Malden, dans le Surrey. Au milieu des années 1980, Decca a introduit la série de radars BridgeMaster, qui utilisait un écran couleur matriciel. La série BridgeMaster II a suivi, avec un processeur Motorola 68000 et des options logicielles telles que les traces vectorielles montrant les trajectoires d'autres navires dans le cadre de l'aide de pointage de radar automatique.

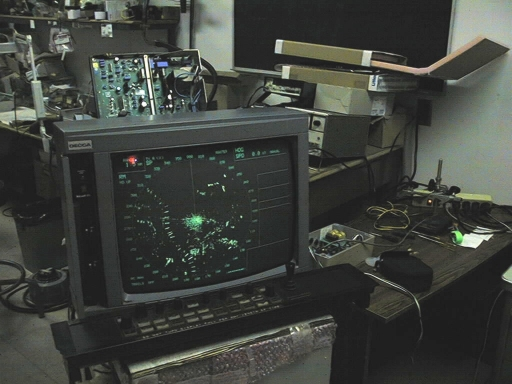
Un écran BridgeMaster II de Decca utilisé pour tester un prototype d'isolateur vidéo.

En décembre 1996, la société américaine Litton Industries a racheté Racal-Decca Marine, ainsi que Sperry Marine et C.Plath, sous le nom de Litton Marine Systems. Le nom, l'ingénierie et la conception Decca ont continué à être utilisés sur le BridgeMaster II et, en 1998, la série de radars BridgeMaster E a été lancée. La section Sperry de Litton Marine Systems, basée à Charlottesville, en Virginie, produisait déjà sa propre gamme de radars marins, le Rascar, au moment de l'acquisition, mais il a été remplacé par le BridgeMaster E. Le Rascar était le radar américain utilisé par la marine et les garde-côtes américains, mais le BridgeMaster E a fini par s'imposer dans ces domaines également. Les concurrents de l'époque étaient Gold Star et Furuno.
Northrop Grumman a acquis Litton Industries en 2000, ce qui a finalement annoncé, en 2004, la fin de l'utilisation du nom Decca sur les radars après une période de plus de 50 ans. En 2006, la série de radars marins VisionMaster FT a remplacé la série BridgeMaster E vieillissante.